# Selecció de futbol de Menorca
La Selecció Menorquina de Futbol és una selecció de futbol representativa de l'illa balear de Menorca. La selecció menorquina de futbol no està reconeguda per la FIFA i, per tant, només pot jugar partits amistosos a escala internacional. Menorca és membre de la International Island Games Association i ha participat en els Jocs Insulars de 2007, els Jocs Insulars de 2009 i els Jocs Insulars de 2011.

## Partits Internacionals
| Competició            | Data                | Lloc          | Oponent            | Marc. | Posició |
| --------------------- | ------------------- | ------------- | ------------------ | ----- | ------- |
| Jocs Insulars de 2007 | 30 de junio de 2007 | Rhodes        | Jersey             | 0–1   | 9th     |
| Jocs Insulars de 2007 | 2 de julio de 2007  | Rhodes        | Gibraltar          | 1–2   | 9th     |
| Jocs Insulars de 2007 | 4 de julio de 2007  | Rhodes        | Ynys Môn           | 6–1   | 9th     |
| Jocs Insulars de 2007 | 5 de julio de 2007  | Rhodes        | Comtat de Saare    | 4–1   | 9th     |
| Jocs Insulars de 2009 | 28 de junio de 2009 | Åland         | Shetland           | 2–2   | 7th     |
| Jocs Insulars de 2009 | 29 de junio de 2009 | Åland         | Groenlàndia        | 6–0   | 7th     |
| Jocs Insulars de 2009 | 30 de junio de 2009 | Åland         | Illes Åland        | 1–1   | 7th     |
| Jocs Insulars de 2009 | 3 de julio de 2009  | Åland         | Hèbrides Exteriors | 4–1   | 7th     |
| Jocs Insulars de 2011 | 26 de junio de 2011 | Illa de Wight | Jersey             | 0–2   | 7th     |
| Jocs Insulars de 2011 | 27 de junio de 2011 | Illa de Wight | Groenlàndia        | 3–2   | 7th     |
| Jocs Insulars de 2011 | 30 de junio de 2011 | Illa de Wight | Illa de Man        | 2–2   | 7th     |
| Jocs Insulars de 2015 | 28 de junio de 2015 | Jersey        | Groenlàndia        | 2–2   | 3rd     |
| Jocs Insulars de 2015 | 29 de junio de 2015 | Jersey        | Comtat de Saare    | 3–0   | 3rd     |
| Jocs Insulars de 2015 | 30 de junio de 2015 | Jersey        | Illes Åland        | 3–1   | 3rd     |
| Jocs Insulars de 2015 | 2 de julio de 2015  | Jersey        | Guernsey           | 1–2   | 3rd     |
| Jocs Insulars de 2015 | 3 de julio de 2015  | Jersey        | Shetland           | 1–0   | 3rd     |
| Jocs Insulars de 2017 | 25 de junio de 2017 | Gotland       | Illes Òrcades      | 1–0   | 4th     |
| Jocs Insulars de 2017 | 26 de junio de 2017 | Gotland       | Jersey             | 3–3   | 4th     |
| Jocs Insulars de 2017 | 27 de junio de 2017 | Gotland       | Alderney           | 6–0   | 4th     |
| Jocs Insulars de 2017 | 29 de junio de 2017 | Gotland       | Groenlàndia        | 1–1   | 4th     |
| Jocs Insulars de 2017 | 30 de junio de 2017 | Gotland       | Guernsey           | 0–1   | 4th     |

## Equip 2009[1]
- (GK) Antonio Florit (CE Alaior)
- Francisco Goñalons (PE Ciutadella)
- Josep Fàbregas (CE Mercadal)
- Pedro Prats (Atlètic de Ciutadella)
- Jonathan Haro (CF Sporting Mahonés)
- Xavier Cardona	(CF Norteño)
- Vicente Gomila (Atlètic de Ciutadella)
- John Stevenson	 (UE Maó)
- Samuel Lluch (CF Norteño)
- Gabriel Mercadal (CE Mercadal)
- Bartolomé Villalonga 	(CE Menorca)
- Jordi Coll (CE Alaior)
- José Medina (UE Maó)
- Miguel Pons (UE Maó)
- Jordi Caules (CF Sporting Mahonés)
- Alejandro Pallicer (CE Mercadal)
- Jesús Sastre 	(CF Norteño)
- Josep Pons (CE Ferreries)
- Santiago Martí (CE Alaior)